# Уайзман, Осборн
Осборн Биман Уайзман (англ. Osborne Beeman Wiseman) — американский военный лётчик, лейтенант ВМС США во время Второй мировой войны, посмертно награждённый крестом Военно-морских сил за героизм в битве за Мидуэй.

## Биография
Осборн Уайзман родился 20 февраля 1915 года в городе Зейнсвилле, штат Огайо. 22 июня 1934 он поступил в Военно-морскую академию США и окончил её 2 июня 1938 года. После морской службы был переведен на военно-морскую авиабазу Пенсакола, штата Флорида, для летних учений. Получил звание младший лейтенант.
Принимал участие в битве за Мидуэй. В первый день боевых действий лейтенант Уайзман, возглавляя звено В-16, совершил два вылета — один против японского авианосца «Сорю», а другой против «Хирю» днём. «Хирю» к тому моменту был последним из четырёх вражеских авианосцев на плаву, и произведённый Уайзаном авианалёт оказался решающим для затопления  «Хирю». Японские истребители «Зеро» перехватили бомбардировщик Douglas SBD Dauntless Осборна и сбили его. После того, как  самолёт Уайзмана вместе с ним упал в море, его тело не смогли обнаружить.
За важную роль в переломе хода войны на Тихом океане младший лейтенант Уайзман был посмертно награждён Военно-морским крестом за героизм и преданность стране.

## Память
В 1943 эскортный миноносец  USS Wiseman (DE-667) был назван в честь младшего лейтенанта Осборна Уайзмана по инициативе его вдовы, Джун Холтон.